# Marquis Daniels
Marquis Antwane Daniels (* 7. Januar 1981 in Orlando, Florida) ist ein ehemaliger US-amerikanischer Basketballspieler, der von 2003 bis 2013 in der NBA aktiv war.

## Karriere

### High School und College
Nach dem Besuch der Edgewater High School in seiner Heimatstadt Orlando, Florida, wechselte Daniels auf die Mt. Zion Christian Academy in Durham, North Carolina, die bekannt für eine gute Basketballabteilung war und auch andere Talente wie Tracy McGrady oder Amar'e Stoudemire hervorgebracht hatte. Nach zwei durchschnittlichen Jahren an der Auburn University, an der bereits Charles Barkley gespielt hatte, verbesserte sich Daniels und wurde zum Leader des Teams. Nachdem er sein Studium am College erfolgreich beendet hatte, meldete er sich 2003 zum NBA Draft an.

### NBA

#### Dallas Mavericks
Als Zweitrunden-Pick vorhergesagt, wollten die Dallas Mavericks Daniels eigentlich draften, doch der Sohn von Don Nelson, dem damaligen Trainer, riet Nelson ab und stattdessen transferierten die Mavs ihren Draft-Pick zu den Denver Nuggets. Außer den Mavericks interessierte sich aber niemand für Daniels. Im Sommer wurde der Shooting Guard zum „Summer-Camp“ der Mavericks eingeladen und erhielt nach guter Leistung einen Einjahresvertrag. Trotz mangelnder Spielzeit konnte Daniels überzeugen und wurde sogar ins NBA All-Rookie Team berufen. Erwartungsgemäß erhielt er 2004 einen neuen Vertrag über sechs Jahre und 38 Millionen US-Dollar.

#### Indiana Pacers
Nachdem Daniels immer wieder mit Verletzungen zu kämpfen hatte und er in keiner Saison mehr als 62 Spiele absolvierten konnte, wurde der Guard im Juli 2006 zu den Indiana Pacers transferiert. Dort kam anfangs meist von der Bank, erarbeitete sich aber nach einiger Zeit einen festen Platz in Mannschaft und stand im Schnitt rund 20 Minuten auf dem Feld. Nach der Verletzung von Mike Dunleavy Jr. wurde Daniels zum Starter und überzeugte mit rund 14 Punkten pro Spiel in 32 Minuten pro Partie. Allerdings verletzte er sich erneut und fiel rund ein Drittel der Saison aus. Die Pacers verzichteten darauf, die Team-Option in Daniels’ Vertrag zu ziehen und seinen Kontrakt um ein weiteres Jahr zu verlängern, wodurch Daniels Free Agent wurde.

#### Seit 2009
Am 1. September 2009 wurde Daniels von den Boston Celtics unter Vertrag genommen. Anfang 2011 wurde er für einen Zweitrunden-Pick an die Sacramento Kings abgegeben, für welche er aufgrund einer Verletzung kein einziges Spiel bestritt. Dieser Tausch reduzierte zum einen die Luxussteuer der Celtics und zum anderen erreichten die Kings dadurch ein im NBA-Tarifvertrag vorgeschriebenes Mindest-Mannschaftsgehalt.
Nach der Saison kehrte Daniels nach Boston zurück. Nach Ablauf seines Vertrags bei den Celtics wurde dieser von Seiten des Teams nicht verlängert und Daniels unterzeichnete im September 2012 einen Vertrag über ein Jahr bei den Milwaukee Bucks.

## Sonstiges
Daniels ist bekannt für seine vielen Tattoos auf seinem Körper. Auf dem Rücken trägt er beispielsweise eine Karte des US-Bundesstaates Florida.